# Kathy MacKinnon
Kathy MacKinnon (* 28. Februar 1948 in Newcastle upon Tyne; † 18. März 2023) war eine britische Zoologin, die sich für den Naturschutz engagierte und mit vielen Regierungsorganisationen und NGOs zusammenarbeitete. Sie war 16 Jahre lang die leitende Biodiversitätsspezialistin der Weltbank und führte von 2015 bis 2021 den Vorsitz der World Commission on Protected Areas der Internationalen Union für Naturschutz (International Union for Conservation of Nature).

## Werdegang
Kathy MacKinnon wurde am 28. Februar 1948 in Newcastle-upon-Tyne, Vereinigtes Königreich, geboren. Sie studierte an der Universität Oxford und erhielt 1969 einen BA (Honours) in Zoologie, gefolgt von einem Master-Abschluss und einem D.Phil.-Abschluss für ihre Arbeit in Zoologie im Jahr 1976.

## Berufliche Laufbahn
MacKinnon arbeitete ein Jahrzehnt lang im Bereich der Tropenökologie in Indonesien und wurde für ihr Wissen und ihre Erfahrung anerkannt. Sie konzentrierte sich auf die Planung und Verwaltung von Schutzgebieten aufgrund ihres Erhaltungswertes und arbeitete weitere 20 Jahre lang an anderen Naturschutzprojekten in der ganzen Welt, wobei sie eine führende Rolle bei der Anwendung von Wissen zur Erhaltung der biologischen Vielfalt, der natürlichen Ressourcen und der Probleme der in diesen Regionen lebenden lokalen Gemeinschaften übernahm. Sie war Mitglied in mehreren nationalen und internationalen Ausschüssen und Organisationen, die sich für den Naturschutz einsetzen. Bei der Weltbank war sie 16 Jahre lang (1994–2010) die führende Spezialistin für biologische Vielfalt und leitete die Berücksichtigung des Naturschutzes in allen Entwicklungsprogrammen. Von 2011 bis 2021 gehörte sie der Leitung von Wetlands International an und förderte das Engagement der Organisation für den Schutz von Mooren. Sie war stellvertretende Vorsitzende der Weltkommission für Schutzgebiete der IUCN und hatte anschließend zwei Amtszeiten als Vorsitzende (2015 bis 2021) inne, nachdem sie seit 2010 in der Organisation tätig war. Von 2016 bis 2023 führte MacKinnon gemeinsam mit Harry Jonas den Vorsitz der IUCN WCPA Specialist Group on Other Effective Area-based Conservation Measures (WCPA-Fachgruppe für andere wirksame gebietsbezogene Erhaltungsmaßnahmen), in deren Rahmen sie unter anderem einen Beschluss der Vertragsparteien des Übereinkommens über die biologische Vielfalt erwirkte, in dem eine Definition und Kriterien für die Ausweisung von OECMs festgelegt werden.

## Privatleben
MacKinnon war mit dem Zoologen John MacKinnon verheiratet, das Paar hatte drei Söhne. Sie starb am 18. März 2023.

## Veröffentlichungen
MacKinnon war Autor oder Mitautor von über 100 wissenschaftlichen Veröffentlichungen, Büchern und Leitlinien für bewährte Verfahren. Dazu gehören:
- IUCN/WCPA (2018). Draft Guidelines for Recognising and Reporting Other Effective Area-based Conservation Measures. January 2018. IUCN
- Woodley, S., MacKinnon, K., McCanny, S., Pither, R., Prior, K., Salafsky, N. and D. Lindenmayer. (2015) Managing protected areas for biological diversity and ecosystem functions, in G. L. Worboys, M. Lockwood, A. Kothari, S. Feary and I. Pulsford (eds) Protected Area Governance and Management, pp. 651–684, Australia National University Press, Canberra.
- Davies, J., Poulsen, L., Schulte-Herbrüggen, B. Mackinnon, K., Crawhall, N., Henwood, W.D., Dudley, N., Smith, J. and M. Gudka. (2012). Conserving Dryland Biodiversity. IUCN and UNCCD.
- MacKinnon, K., Dudley, N. and T. Sandwith. (2011). Natural solutions: Protected areas helping people to cope with climate change. Oryx 45 (4) 461–462.
- Kathy MacKinnon, Gusti Hatta, Hakimah Halim und Arthur Mangalik: The ecology of Kalimantan. The Ecology of Indonesia Series III. (= The ecology of Indonesia series. Nr. 3). Oxford Univ. Press, Oxford 1997, ISBN 978-0-945971-73-3, S. pp 832.
- Kathy MacKinnon: The wildlife of Indonesia: Nature's treasure house. Gramedia Pustaka Utama, 1992, ISBN 979-5110-59-4, S. pp 292.
- John MacKinnon and Kathy MacKinnon (1986) Review of the Protected Areas System in the Afrotropical Realm International Union for Conservation of Nature and Natural Resources pp 284 ISBN 978-2-88032-609-8

## Ehrungen und Auszeichnungen
Im Jahr 2007 wurde sie mit dem Distinguished Service Award der Society of Conservation Biology ausgezeichnet. 2018 wurde sie mit dem Midori-Preis für Biodiversität für Personen ausgezeichnet, die herausragende Beiträge zur Erhaltung und nachhaltigen Nutzung der biologischen Vielfalt auf globaler, regionaler oder lokaler Ebene geleistet haben.